# Carlo Ruini (giurista)

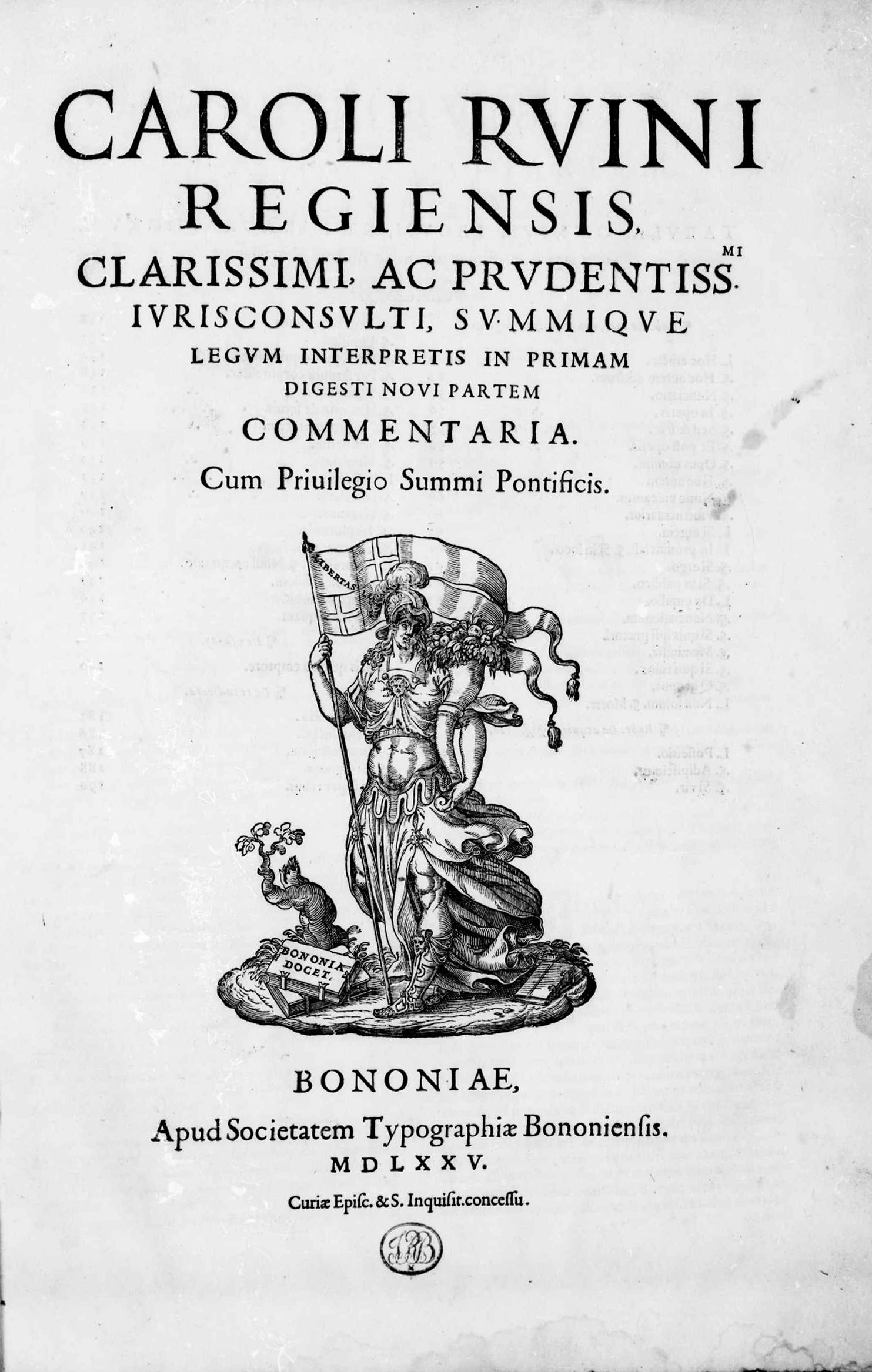
In primam Digesti novi partem commentaria, 1575

Carlo Ruini (Reggio Emilia, 1456 – Bologna, 1530) è stato un giurista e diplomatico italiano.

## Biografia
Docente nelle università di Ferrara, Pavia, Padova e Bologna, fu ambasciatore nello Stato Pontificio nel 1510.

## Opere
- (LA) In titulo De verborum obligatione praelectiones, Lucca, Vincenzo Busdraghi, 1557.
- (LA) In primam Digesti novi partem commentaria, vol. 3, Bologna, Società tipografica bolognese, 1575.
- (LA) In secundam Digesti novi partem commentaria, vol. 4, Bologna, Società tipografica bolognese, 1575.
- (LA) In primam Infortiati partem commentaria, vol. 1, Bologna, Società tipografica bolognese, 1575.
- (LA) In secundam Infortiati partem commentaria, vol. 2, Bologna, Società tipografica bolognese, 1575.